# Zazen
(Gudō Wafu Nishijima)

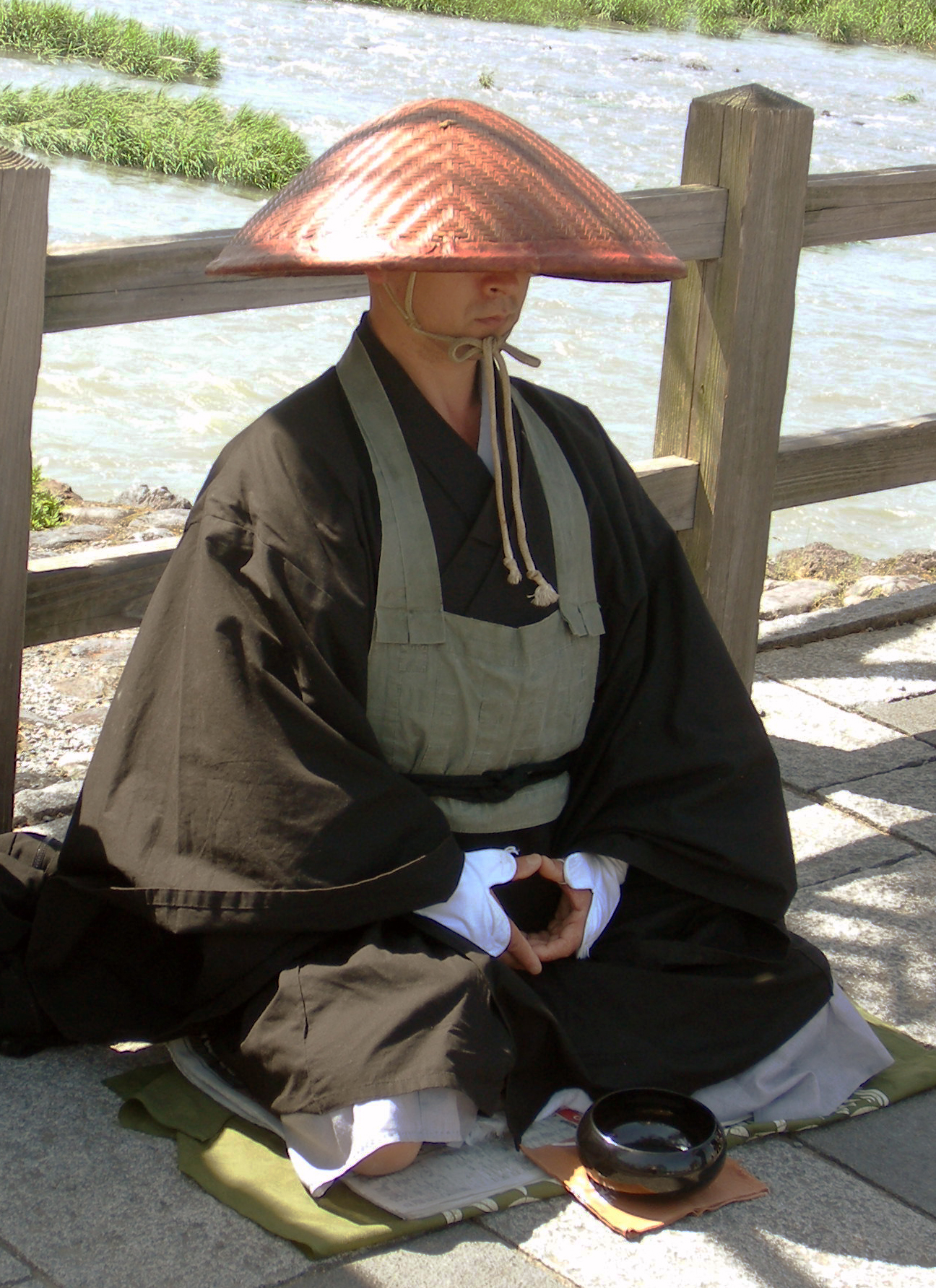
Monaco Zen di scuola Sōtō ad Arashiyama, Kyoto nella classica postura dello zazen.

Con il termine zazen (坐禅) si intende un vasto insieme di significati, grossolanamente traducibili in Italiano con "meditazione seduti", attualmente riferiti a pratiche, per lo più, dell'ambito delle scuole Zen giapponesi sviluppatesi dalla corrente buddista nata in Cina tra il V e il VI secolo e nota a partire dal IX secolo con il nome generico di Chanjia (禅家), "scuole/famiglie/case del Chan", nome adottato per la prima volta - pare - dal famoso ed eclettico monaco e studioso cinese Zongmi (宗密) (780-841).

## Origini del termine
Con ogni probabilità gli ideogrammi cinesi 坐禅 letti "zazen" in giapponese e traslitterati "zuochan" in cinese, sono stati usati affiancati per la prima volta dal monaco buddista Kang Senghui, originario della Sogdiana, quando tra il II e il III secolo tradusse in cinese il Sūtra del sedersi nel dhyāna col titolo Zuochan jing, 坐禅 經. Il termine zuochan/zazen/坐 禅 fu comunque certamente usato anche da Kumārajīva, attorno al 402, quando inaugurò la scuola di traduzioni di testi di Chang'an (ora Xi'an) traducendo il Sūtra del samādhi del sedersi nel dhyāna col titolo cinese di Zuòchán sānmèi jīng, 坐禅 三昧 經 (T.D. 614).
L'origine logica di questa accoppiata di ideogrammi va ricercata in un intento simbolico e pratico assieme: è noto che il buddismo cinese è una nuova forma di buddismo che nasce dall'incontro - verificatosi tutto all'interno della cultura cinese, ovvero: tra cinesi - del buddismo indiano con l'insieme della cultura sviluppatasi in Cina tra il VI secolo a.C. e l'inizio dell'era volgare. In particolare dal rapporto intimo tra lo studio e la pratica delle scuole Mādhyamika e Yogacārā/Vijñānavāda o Cittamātra (letteralmente: mente matrice) consumato in ambiente daoista, nacque quella che in seguito fu detta "scuola Chan". Nel daoismo, e in particolare lo troviamo in Zhuangzi VI, esisteva 坐忘, zuowang, "sedersi nell'oblio" oppure: "sedersi nel dimenticare" e anche: "sedersi (e) dimenticare", espressione il cui primo carattere è 坐, zuo, (za in giapponese). Contemporaneamente era chiaro che la pratica principe che proveniva dall'India col buddismo era quella detta dhyāna in sanscrito (jhāna in pāli), termine che in cinese fu traslitterato con il segno 禅, letto chan'na, in seguito abbreviato in "chan", in giapponese letto "zen". I due ideogrammi 坐 e 禅 rappresentavano quindi il senso e il simbolo dei due "genitori" di quella che sarebbe poi stata la scuola chan/zen. Porli insieme rappresentò contemporaneamente il segno del nuovo e il legame con gli antenati.

## Zazen nel Buddismo
All'interno della pratica buddista, zazen occupa un posto particolare. I testi che sono stati scritti in merito ne sottolineano la lunga tradizione, ponendo al contempo in discussione la stessa definizione della pratica.
Se è vero che gli apici della tradizione mistica indiana e della saggezza elusiva del Dao si erano potute "guardare negli occhi" significava che nessuna delle due poteva avocare, in esclusiva, un certificato d'appartenenza della nuova scuola, che sarebbe stata, allora, "né questa né quella", al di fuori di ogni trasmissione verbale e perciò dottrinale.
Eihei Dōgen esprime con molta lucidità questa concezione in un paio d'occasioni, in Shōbōgenzō Bendōwa, 正法限蔵 辨道話, e in Shōbōgenzō Butsudō 正法限蔵 仏道 dove, tra l'altro, dice: "La virtù e l'essenza della Via dei Buddha è stata trasmessa senza che se ne perdesse neppure una briciola. È stata trasmessa dal Paradiso Occidentale [l'India] al Paradiso Orientale [la Cina] attraversando migliaia di chilometri e per quasi duemila anni dal tempo del Buddha sino ai giorni nostri. Coloro che sono inconsapevoli di ciò, chiamano "scuola zen" lo shōbōgenzō nehanmyōshin, ["custodia della visione della realtà autentica del cuore nella libertà senza limiti"], che è stato correttamente trasmesso dai Buddha e i patriarchi. Costoro chiamano ‘patriarchi zen’ i patriarchi. Definiscono ‘monaci zen’ o ‘studenti zen’ i praticanti. Chiamano sé stessi 'seguaci dello zen'. Sono foglie e rami nati dalla radice di una visuale stereotipata. In India ed in Cina, sin dai tempi antichi, non è mai stato chiamato ‘zen‘".

Si parla del "senza nome" per cui anche l'uso dell'appellativo "zen" è totalmente inappropriato.

### Il come interiore
Le prime descrizioni dello zazen/zuochan, o quantomeno dell'esperienza interiore relativa all'essere semplicemente seduti, sono frasi icastiche, sorta di slogan che caratterizzano filoni di insegnamento. Passiamo così attraverso il "non v'è né spirito (mente) né Buddha" di Niutou ("Testa di bue") Fǎróng per arrivare al suo opposto, l'esortazione "essere spirito, essere Buddha" che fa capo al grande Mazu Daoyi. Transitando per Shitou ("Testa di pietra") Xiqian che riguardo alla propria esperienza interiore disse: «Il vasto cielo non ostacola le bianche nuvole fluttuanti». Ricordiamo, poi, il "brillare in silenzio" avocato da Hongzhi Zhengjue. Per arrivare, nel XIII secolo al "liberarsi di corpo e mente: corpo e mente liberati" di Tiantong Rujing e Dōgen. In tempi più recenti abbiamo avuto "aprire le mani del pensiero", di Uchiyama Kōshō e "fare zazen è la fine di tutto" il noto "motto" del suo predecessore Sawaki Kōdō.
Dalla fine del IX secolo, in Cina, si compilano dei manuali relativi a come sia possibile attuare concretamente nella nostra vita quello che nel Dasheng Qixinlun, o Trattato del risveglio della fede nel Mahāyāna, il più importante componimento del buddismo cinese, viene detto "processo di scioglimento dell'identità nell'assoluto". Nel 1103 Changlu Zongze compila un codice monastico chiamato Chanyuan Qinggui 禪苑清規, Le pure regole per il giardino/monastero chan, nel quale vi è una sezione chiamata Zuochanyi, 坐禪儀, Il rito/forma dello zazen, dove viene spiegato come si pratica lo zazen: un testo breve, efficace, chiaro. Dōgen ne viene in possesso durante la sua permanenza in Cina, tornato in Giappone compone il Fukanzazengi 普勧坐禅儀, La forma dello zazen che è invito universale, che nella prima stesura è praticamente identico al Zuochanyi, a parte alcune frasi di minor interesse che Dōgen omette. Nella seconda stesura la parte più importante, che riguarda l'esperienza interiore di chi siede in zazen, viene sostituita da Dōgen con una frase famosa, che compare anche nel Jingde chuandeng lu, La raccolta della trasmissione della lampada dell'era della virtù luminescente.
La frase della prima stesura, presa dal Zuochanyi, era: "Quando compare un pensiero siatene subito consapevoli; non appena ne sarete coscienti scomparirà. Se rimarrete a lungo dimentichi degli oggetti, sarete naturalmente unificati. Questa è l'arte dello zazen". Nella seconda versione la frase -nota nella letteratura come Il non pensiero di Yueshan- che sostituì quella sopra citata è: "Sedete in modo solidamente immobile, pensate il non pensare. Come pensare il non pensare? Non pensando. Questa è l'arte dello zazen". Quest'ultima versione, definitiva per il Fukanzazengi, compare pressoché invariata nello Shōbōgenzō Zazengi, 正法限蔵 坐禅儀 e nello Shōbōgenzō Zazenshin, 正法限蔵 坐禪箴, gli altri due manuali di zazen che Dōgen ci ha lasciato. Possiamo quindi dire che in queste due frasi (quella di Changlu Zongze e quella sul "non pensiero di Yueshan") è contenuta la sintesi della descrizione del processo interiore detto zazen, una sintesi che lega assieme la storia del Chan e quella dello Zen. Un'altra rappresentazione dello zazen, molto interessante perché pur dicendo la stessa cosa capovolge la prospettiva, la troviamo in Shōbōgenzō Busshō, 正法限蔵 仏性, dove Dōgen, in relazione a Nāgārjuna, ne descrive lo zazen con le parole "essere corpo".
È molto importante, tuttavia, comprendere che lo zazen non è una tecnica per realizzare un desiderio, uno strumento come altri che possa farci ottenere o raggiungere qualche cosa: uno stato mentale, un risultato. Se così fosse saremmo lontani dalla concezione spirituale della gratuità. Lo zazen è realizzazione spirituale stessa, il fine o, più dinamicamente, la messa in atto del fine. Per questo Dōgen, nella IV sezione dello Eihei Kōroku, dice: "Lo zazen stesso è la forma del risveglio". Infine, e qui appare il volto ottimista dello zen, nello Shōbōgenzō Zazengi Dōgen lo definisce "la porta del dharma alla gioia ed alla serenità". Questa espressione accompagna lo zazen da sempre, compare già nel capitolo intitolato Sukhavihāra del Sutra del Loto, poi nel citato Zuochanyi di Changlu Zongze ed infine in Dōgen. A ciascuno è dato verificarla con la propria esperienza.

### Il come del corpo
Sebbene zazen non si impari attraverso le parole ma vivendolo giorno per giorno possibilmente in contatto con chi in quell'arte è già esperto, vi è, da secoli, una minuziosa descrizione di come debba porsi il corpo affinché lo zazen sia tale: 
(Uchiyama Kōshō, Seimei no jitsu butsu)
(Eihei Dōgen, Fukanzazengi)

## Le difficoltà della postura
Di carattere attuale per il lettore occidentale è la problematica legata alle difficoltà di mantenere, o di raggiungere, una corretta posizione incrociando le gambe anche per periodi di tempo limitati. Nel suo trascorrere nei secoli e nelle culture è la prima volta in cui lo zazen si insedia in una cultura nella quale da molte generazioni è andata perduta l'abitudine di sedersi a livello pavimento, una cultura dove l'uso generalizzato delle sedie ha fatto perdere a (quasi) tutti i suoi membri adulti l'elasticità naturale delle gambe, quell'elasticità necessaria per sedersi nella posizione del loto o del mezzo loto. 
È evidente allora che, soprattutto per il fatto che si tratta di un problema generale, tale difficoltà deve essere affrontata con la massima attenzione da chiunque si ponga nella posizione di "offrire" lo zazen: a seconda di come tale problematica verrà affrontata e impostata, di gran lunga diversi saranno gli esiti del rapporto con la pratica di tutti coloro che vi si avvicineranno.
Non è possibile dare indicazioni onnicomprensive sul come ovviare alle difficoltà derivanti da corpi che hanno perso l'elasticità necessaria a trascorrere lunghi periodi a gambe incrociate. Le condizioni di partenza di ciascuno, le sue esigenze, la sua determinazione sono diverse caso per caso, inoltre vi è un certo numero di persone che, a causa di patologie o traumi, non riusciranno mai a sedersi incrociando le gambe. Anche a causa della relativa novità del problema - lo zazen è praticato in Occidente da circa cento anni, da meno di 50 a livello diffuso - in Italia non vi sono pubblicazioni specialistiche sull'argomento, a parte un libretto.. Tuttavia è importante notare che la posizione dello zazen è composta da una certa forma e tale forma prevede che le gambe si trovino nella posizione detta del loto o in quella del mezzo loto. È altrettanto importante considerare che una volta entrati nel grande fiume della pratica si naviga tutti assieme nella medesima direzione anche se è indubbio che la corrente centrale, profonda, veloce e costante è diversa da quella prossima alle rive, dove frequenti sono le fermate e le esitazioni. Così ognuno, nel tendere al meglio, è al proprio posto senza che manchi nulla.
Elemento fondamentale della pratica è quello di non imporsi alcunché, di non sforzarsi per essere consapevoli in qualche modo o di qualche cosa, senza interferire in ciò che ci accade durante lo zazen stesso, né tanto meno imporsi che qualcosa accada o si verifichi e neppure restare nell'attesa che si realizzino delle aspettative prefigurate a priori.

## Zazen non buddista
Esiste un'altra dinamica, profondamente diversa da quella sino a qui tratteggiata, un'inattesa peculiarità che caratterizza in particolare questa pratica del buddismo e autorizza, quindi, a ritenerla particolarmente neutra o, volendo, pura: quando si associa alle sfere religiose di una cultura è in grado di porle in movimento, in un certo senso di ottimizzarle, fornendo loro un come, un verso nel realizzare una qualità spirituale elevata. Al punto che, da molti, quel come, il verso proposto viene percepito vivificante la propria religione.
A questo proposito, tra gli esempi possibili, ricordiamo che negli Stati Uniti d'America vi sono rabbini che consigliano lo zazen ai loro fedeli, ovviamente non per invitarli a “diventare” buddisti. Analoga scelta troviamo da tempo in ambienti cattolici americani ed europei dove molte sono le situazioni in cui sono sacerdoti - più di rado le monache - ad organizzare e praticare lo zazen. Oltre a situazioni “ponte” dalle caratteristiche uniche, quali Raimon Panikkar e Thomas Merton, l'esempio storico più significativo è quello del gesuita Hugo Makibi Enomiya-Lassalle (1898-1990): «La verità è che se un cristiano […] pratica intensamente lo Zazen, dopo qualche tempo vede letteralmente accendersi all'improvviso le verità cristiane e le parole delle scritture».
A Gallarate, il padre gesuita Carlo De Filippi animatore del gruppo Areazen Omega, ha continuato sino alla sua scomparsa la tradizione di padre Lassalle di cui è stato discepolo. L'esperienza del padre saveriano Luciano Mazzocchi, concretizzatasi nella comunità La Stella del Mattino, prosegue da decenni e acquista segni di un orizzonte nuovo, anche per l'approvazione vaticana di tale esperienza-laboratorio sin dal suo inizio. Sono esempi nei quali permane la chiara distinzione tra diverse religioni ed il consapevole utilizzo delle realizzazioni dell'una per rivitalizzare l'altra; non sono tentativi di sincretismo strisciante, ma riconoscimenti della purezza di una pratica spirituale che, con attenzione, mantiene la sua validità in diversi contesti.